# Eumorphus simplex
Eumorphus simplex es una especie de coleóptero de la familia Endomychidae.

## Distribución geográfica
Habita en Laos.

## Subespecie
- Eumorphus simplex simplex[1]